# Mlale
Mlale is een bestuurslaag in het regentschap Sragen van de provincie Midden-Java, Indonesië. Mlale telt 3249 inwoners (volkstelling 2010).